# Publius Cosinius Felix
Publius Cosinius Felix war ein im 3. Jahrhundert n. Chr. lebender Angehöriger des römischen Senatorenstandes.
Durch eine Inschrift, die in Lauriacum gefunden wurde, ist belegt, dass Felix Statthalter (Legatus Augusti pro praetore) in der Provinz Noricum war. Als Statthalter war er zugleich Kommandeur (Legatus legionis) der Legio II Italica, die ihr Hauptlager in Lauriacum hatte. Nach seiner Statthalterschaft erhielt er einen Suffektkonsulat.

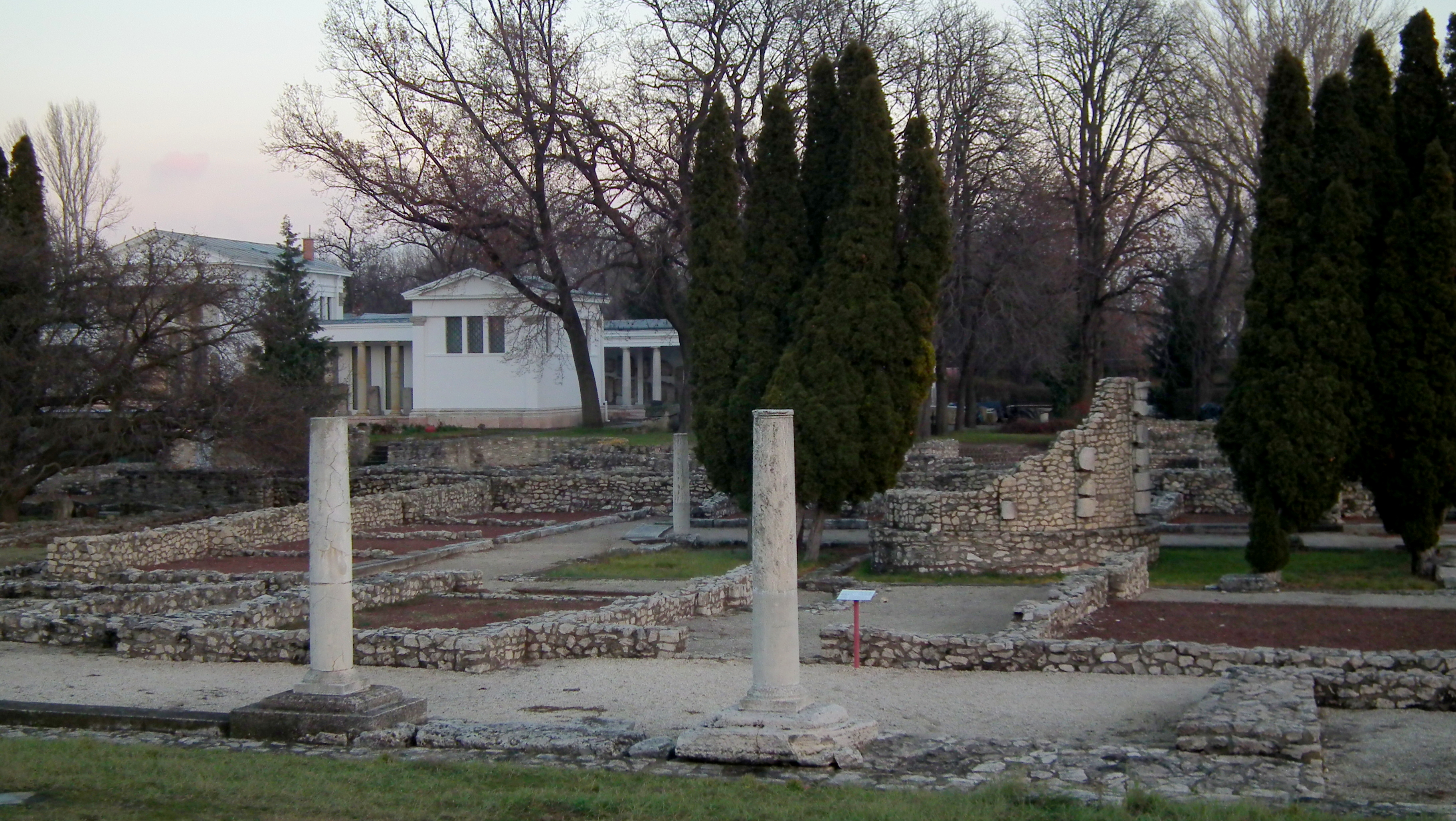
Markthalle (macellum) in Felix’ Statthaltersitz Aquincum, die möglicherweise durch ihn gestiftet wurde

Durch zwei Inschriften, die in Aquincum gefunden wurden, ist belegt, dass Felix Statthalter in der Provinz Pannonia inferior war. Durch die Inschrift auf dem Meilenstein kann seine Statthalterschaft in die gemeinsame Regierungszeit von Trebonianus Gallus und Volusianus (251–253) datiert werden.
Publius Cosinius Felix wird als Auftraggeber beziehungsweise Sponsor der Markthalle (macellum) von Aquincum diskutiert.

## Datierung
Die Inschrift aus Lauriacum wird bei der EDCS und bei der EDH auf 244/246 datiert. Die Inschrift auf dem Meilenstein wird bei der EDCS auf 251/252 und bei der EDH auf 252 datiert. Hans Petrovitsch datiert den Konsulat in das Jahr 250 und die Statthalterschaft in Pannonia inferior auf den Zeitraum von 252 bis 254. Gerhard Winkler datiert die Statthalterschaft in Noricum um 250, den Konsulat vor 252 und die Statthalterschaft in Pannonia inferior auf den Zeitraum von 252 bis 254.